# Campionat d'Espanya de motocròs 1997
La temporada de 1997 del Campionat d'Espanya de motocròs fou la 39a edició d'aquest campionat, organitzat per la Reial Federació Motociclista Espanyola.

## Classificació final

### 125cc
| Posició | Pilot            | Motocicleta | Punts |
| ------- | ---------------- | ----------- | ----- |
| 1       | Moisés Bernárdez | Honda       | ?     |
| 2       | Abel Bernárdez   | ?           | ?     |
| 3       | Aarón Bernárdez  | ?           | ?     |
| 4       | ?                | ?           | ?     |
| 5       | ?                | ?           | ?     |
| 6       | ?                | ?           | ?     |
| 7       | ?                | ?           | ?     |
| 8       | ?                | ?           | ?     |
| 9       | ?                | ?           | ?     |
| 10      | ?                | ?           | ?     |

### 250cc
| Posició | Pilot              | Motocicleta | Punts |
| ------- | ------------------ | ----------- | ----- |
| 1       | Javier García Vico | Yamaha      | ?     |
| 2       | Josep Alonso       | ?           | ?     |
| 3       | Óscar Lanza        | ?           | ?     |
| 4       | ?                  | ?           | ?     |
| 5       | ?                  | ?           | ?     |
| 6       | ?                  | ?           | ?     |
| 7       | ?                  | ?           | ?     |
| 8       | ?                  | ?           | ?     |
| 9       | ?                  | ?           | ?     |
| 10      | ?                  | ?           | ?     |

## Categories inferiors
Font:
| Campionat           | Guanyador         | Motocicleta |
| ------------------- | ----------------- | ----------- |
| Júnior 250cc        | Álvaro Lozano     | Suzuki      |
| Trofeu Júnior 125cc | Antonio Paricio   | Yamaha      |
| Cadet 80cc          | Román Pérez       | Kawasaki    |
| Juvenil 80cc        | Jonathan Barragán | Kawasaki    |
| Trofeu Alevins 60cc | Julián Simón      | Kawasaki    |